# 夕鶴の里資料館
夕鶴の里資料館（ゆうづるのさとしりょうかん）は、山形県南陽市にある資料館である。

## 概要
南陽市の西部に位置。夕鶴の里資料館の他、夕鶴の里語り部の館も存在する。
この資料館も位置する漆山地区を流れる織機川の傍には、民話「鶴の恩返し」を開山縁起として伝承している鶴布山珍蔵寺があり、漆山地区には鶴巻田や羽付といった鶴の恩返しを思い起こさせる地名も残っており、明治時代には製糸の町としても栄えていた。鶴の恩返しをはじめとする多くの民話をこれからも伝えていくことを目的に建てられた施設である。資料館の建物は養蚕で使われていた3階建てのまゆ蔵を利用してつくられたものである。
資料館では鶴の恩返しのマルチスライドや製糸に関する展示、木下順二の戯曲「夕鶴」に関する資料を常時展示している。
夕鶴の里語り部の館では2000年より自主事業で語り部養成講座を開講している。

## 入館料
- 大人
  - 320円
- 小・中学生
  - 100円

## 開館時間・休館日
開館時間
- 午前9：00 - 午後4：30

定休日
- 毎週月曜日（祝日の場合は開館）
- 年末年始（12月29日 - 1月3日）